# Konstans (matematika)
A matematikában a konstans egy rögzített, de pillanatnyilag akár ismeretlen érték is lehet. Fogalmát a változóéval szokás szembeállítani, ami nem rögzített érték. A konstanst magyarul állandónak is nevezzük.
A változókat rendszerint az angol ábécé végén álló kisbetűkkel (x, y, z) jelöljük, a konstansokat ezzel szemben az angol ábécé elejéről vett kisbetűkkel (a, b, c) szokás jelölni.

## Matematikai konstans és fizikai konstans
A konstanst lehet különleges szimbólummal is jelölni, ilyen például a π (pí) vagy az e, a természetes logaritmus alapja.
A fentiek speciális esete megtalálható a fizikában, kémiában és más tudományágakban, amik a természet egyik állandó értékét számszerűsítik.
Például Albert Einstein speciális relativitáselméletében ismert a következő összefüggés:
E = mc²
Itt a c a vákuumbeli fénysebességet jelöli, ami a tudomány jelenlegi állása szerint minden fizikai körülmények között azonos. Ezzel szemben az m a tárgy tömegét jelöli, ami bármennyi lehet, azaz egy változó. Egy további változó az E, ami a tárgy nyugalmi energiáját jelöli, a képlet pedig egy függvényt ír le, ami megadja a tárgy által képviselt nyugalmi energiát.

## Speciális esetek

### Konstans tag
A konstans tag egy szám, ami a képletekben általában összeadandóként jelenik meg, mint például itt a c:
{\displaystyle p(x)=\sin x+c}
A c konstans a p polinom vagy függvénykifejezés konstans tagját jelenti, ami annyit jelent, hogy a c értéke nem függvénye az x-nek. Megjegyzendő, hogy amennyiben a konstans tag függvénykifejezés, akkor szigorú értelemben véve már nem nevezhető konstansnak.

### Együttható
A(z általában polinomokban) szorzótényezőként fellépő állandókat (vagy az állandó szerepét betöltő paraméter-szorzókat) a kifejezés együtthatóinak nevezzük.

## Lásd még
- Matematikai állandók